# Victor (album)
A Victor a Rush-gitáros Alex Lifeson szólóalbuma, amely 1996-ban jelent meg az Atlantic Records gondozásában. A felvételek 1994 októbere és 1995 júliusa között készültek Lifeson házistúdiójában. A lemez címadó száma W. H. Auden angol-amerikai költő versén alapszik.
Az album a 99. helyig jutott a Billboard 200 lemezeladási listán az Egyesült Államokban 1996-ban, valamint a "Legjobb új együttes" kategóriában Juno-díjra jelölték a produkciót Kanadában 1997-ben.

## Az album dalai
1. Don’t Care (Lifeson) – 4:04
2. Promise (Lifeson/Bell) – 5:44
3. Start Today (Lifeson) – 3:48
4. Mr. X (Lifeson) – 2:21
5. At the End (Lifeson/Zivojinovich) – 6:07
6. Sending Out a Warning (Lifeson/Bell) – 4:11
7. Shut Up Shuttin’ Up (Lifeson/Bell/Charlene/Esther) – 4:02
8. Strip and Go Naked (Lifeson/Bell) – 3:57
9. The Big Dance (Lifeson/Zivojinovich) – 4:14
10. Victor (Lifeson/W.H. Auden) – 6:25
11. I Am the Spirit (Lifeson/Bell)– 5:31

## Közreműködők
- Alex Lifeson - ének, gitár, billentyűs hangszerek, basszusgitár, programozás
- Edwin Ghazal - ének
- Bill Bell - gitár
- Peter Cardinali - basszusgitár
- Blake Manning - dobok
- Adrian Zivojinovich - programozás
- Les Claypool - basszusgitár a The Big Dance című dalban
- Lisa Dalbello - ének a Start Today című dalban
- Colleen Allen - kürt

## Fordítás
Ez a szócikk részben vagy egészben  a   Victor (album) című angol Wikipédia-szócikk fordításán alapul.  Az eredeti cikk szerkesztőit annak laptörténete sorolja fel. Ez a jelzés csupán a megfogalmazás eredetét és a szerzői jogokat jelzi, nem szolgál a cikkben szereplő információk forrásmegjelöléseként.